# آزار و اذیت مسیحیان توسط گوت‌ها

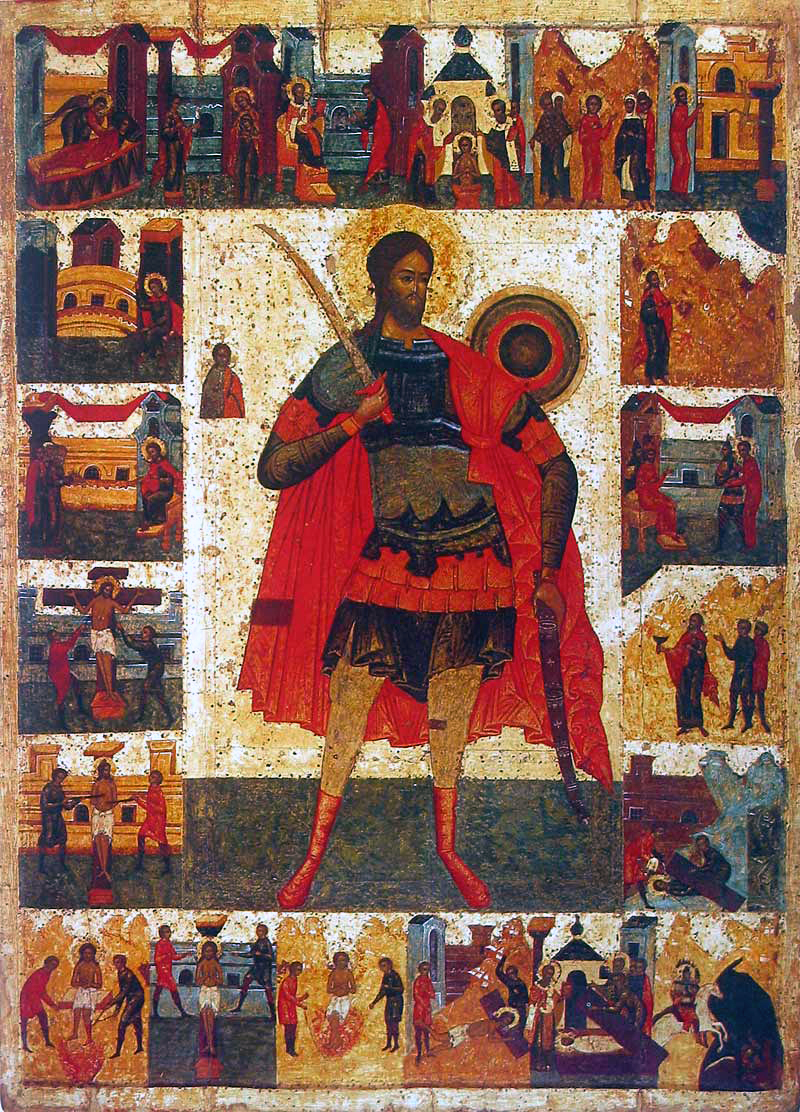
نماد سنت نیکتاس از یاروسلاول(قرن شانزدهم)

آزار و اذیت مسیحیان توسط گوت‌ها (انگلیسی: Gothic persecution of Christians) گزارشی از آزار مسیحیان به سبک گوت‌ها در قرن سوم وجود دارد. به نقل از بازیل قیصریه، تعدادی از اسیران که در یورش گوتیک‌ها به کاپادوکیه در حدود سال ۲۶۰ به اسارت درآمدند، به شهادت رسیدند. یکی از آنها اوتیخوس بود.